# Гари Брабам
Гари Брабам (на английски: Gary Brabham) е австралийски пилот от Формула 1, роден е на 29 март 1961 г. в Уимбълдън, Великобритания.

## Кариера във Формула 1
Гари Брабам дебютира във Формула 1 през 1990 г. в Голямата награда на САЩ в световния шампионат записва 2 участия без да спечели точки, състезава се за отбора на Лайф.